# Lobulogobius morrigu
Lobulogobius morrigu és una espècie de peix de la família dels gòbids i de l'ordre dels perciformes.

## Morfologia
- Els mascles poden assolir 3,1 cm de longitud total.[4]

## Hàbitat
És un peix marí, de clima tropical i demersal que viu entre 28-72 m de fondària.

## Distribució geogràfica
Es troba a la Mar d'Arafura.

## Observacions
És inofensiu per als humans.